# Sand Canyon (hrabstwo Kern)
Sand Canyon – obszar niemunicypalny w hrabstwie Kern, w Kalifornii (Stany Zjednoczone), na wysokości 826 m.